# Lignières-Châtelain
 Lignières-Châtelain  es una comuna y población de Francia, en la Región de Alta Francia, departamento de Somme, en el distrito de Amiens y cantón de Poix-de-Picardía.
Su población en el censo de 2017 era de 385 habitantes.
Está integrada en la Communauté de communes Somme Sud-Ouest.

## Demografía
| 366 | 315 | 295 | 270 | 272 | 284 |
| Para los censos de 1962 a 1999 la población legal corresponde a la población sin duplicidades (Fuente: INSEE [Consultar]) |     |     |     |     |     |